# Sint-Antoniuskapel (Nederweert)
De Sint-Antoniuskapel is een rooms-katholieke kapel in de buurtschap Boeket in de Nederlandse gemeente Nederweert.

## Geschiedenis
Oorspronkelijk stond deze kapel in de buurtschap Rosveld, op de oude gemeentegrens tussen Weert en Nederweert. De bouw startte daar in 1867 als ombouw van een wegkruis. Dit kruis was geplaatst tegenover het vermeende geboortehuis van de Heilige Antonius van Weert (1522 - 1572). Omdat de exacte locatie van zijn geboortehuis ter discussie staat wordt hij ook wel Antonius van Nederweert genoemd. Antonius was een franciscaner priester en een van de Martelaren van Gorcum. In 1867 werd hij heilig verklaard. Direct na zijn heiligverklaring begon men aan de ombouw rondom het wegkruis. In 1898 werd de ombouw vergroot tot een kapel.
In 1992 werd de kapel gesloopt omdat de buurtschap Rosveld plaats moest maken voor het nieuwe bedrijventerrein Kampershoek. Ter vervanging werd op de huidige locatie, bij de kruising tussen de wegen Boeket en Aan 't Ven, een vrijwel identieke kopie van de kapel gebouwd. De dakruiter op de kruising is afkomstig van de oorspronkelijke kapel. Een plaquette in de kapel herinnert aan de verhuizing.

## Bouwwerk
De neogotische bakstenen kapel heeft het plattegrond van ene kruis met een rechte koorsluiting en wordt gedekt door een kruisdak met leien. Midden op de kruising is een dakruiter geplaatst en de vier uiteindes zijn een puntgevel met verbrede aanzet en schouderstukken die bekroond worden met een wit kruis op de top. In de geveluiteindes bevinden zich bovenin drie blinde getrapte spitsboogvensters en onder in de gevel een enkel spitsboogvenster. In de frontgevel bevindt zich een spitsboogvormige opening met de timpaan uitgevoerd als venster met daaronder een dubbele deur.
Van binnen is de kapel wit gepleisterd en is er grofweg halverwege een hek geplaatst. Tegen de achterwand is een kruis met corpus opgehangen met links en rechts daarvan beelden.